# 1067 (numero)
Millesessantasette (1067) è il numero naturale dopo il 1066 e prima del 1068.

## Proprietà matematiche
- È un numero dispari.
- È un numero composto da 4 divisori: 1, 11, 97, 1067. Poiché la somma dei suoi divisori (escluso il numero stesso) è 109 < 1067, è un numero difettivo.
- È un numero semiprimo.
- È un numero omirpimes.
- È un numero nontotiente in quanto dispari e diverso da 1.
- È un numero felice,
- È un numero odioso.
- È un numero intero privo di quadrati.
- È parte delle terne pitagoriche (715, 792, 1067), (1067, 4644, 4765), (1067, 5820, 5917), (1067, 51744, 51755) , (1067, 569244, 569245).

## Astronomia
- 1067 Lunaria è un asteroide della fascia principale del sistema solare.
- NGC 1067 è una galassia nella costellazione del Triangolo.
- IC 1067 è una galassia nella costellazione della Vergine.

## Astronautica
- Cosmos 1067 è un satellite artificiale russo.